# Megaelosia
A Megaelosia a kétéltűek (Amphibia) osztályába, a békák (Anura) rendjébe és a  Hylodidae családjába tartozó nem. A nembe tartozó fajok Brazília délkeleti részén a Serra do Mar régióban és a Serra da Mantiqueira hegységben élő endemikus fajok.
A Megaelosia nem fajai gyors folyású folyókban élnek. Begyűjtésük nem egyszerű, mivel könnyen megzavarhatók és a folyóba menekülnek. Nagy méretű foguk van, ami valószínűleg ragadozó természetükkel van összefüggésben: legalább két faj egyedei kis méretű gerincesekkel és gerinctelenekkel táplálkoznak. A Megaelosia nembe tartozó békák viszonylag nagy méretűek, a kifejlett példányok mérete elérheti a  120 mm-t.

## Rendszerezés
A nembe az alábbi 7 faj tartozik:
- Megaelosia apuana Pombal, Prado & Canedo, 2003
- Megaelosia bocainensis Giaretta, Bokermann & Haddad, 1993
- Megaelosia boticariana Giaretta & Aguiar, 1998
- Megaelosia goeldii (Baumann, 1912)
- Megaelosia jordanensis (Heyer, 1983)
- Megaelosia lutzae Izecksohn & Gouvêa, 1987
- Megaelosia massarti (De Witte, 1930)